# Гусельщиков, Адриан Константинович
Адриан Константинович Гусельщиков (1871—1936) — русский военный, генерал-лейтенант.

## Биография
Родился 26 мая (по другим данным 28 августа) 1871 года в станице Гундоровской Области Войска Донского в семье казаков.
В 1893—1895 гг. отбывал срочную воинскую службу в рядах 10-го Донского казачьего полка. Окончил Новочеркасское казачье юнкерское училище (1900) и был выпущен в звании подхорунжего.
Участник Первой мировой войны. Служил в Донских полках.
В 1917 году — войсковой старшина. После прихода к власти большевиков и крушения фронта вернулся на Дон, где принял участие в формировании Гундоровского Георгиевского казачьего полка. Основу этой воинской части составили георгиевские кавалеры 10-го Донского казачьего полка. С мая 1918 года — назначен командиром Гундоровского полка в Донской армии в чине полковника.
Генерал-майор (пр. 15.09.1918; пр. атамана ВВД № 969). Начальник Северного отряда в составе войск Северо-Западного района Северного фронта (пр. 16.10.1918; с 11.10.1918).
Генерал-лейтенант (пр. 01.02.1919; за разгром красных у хутора Петровского). Командующий Северо-Западным районом Северного фронта с 11 февраля 1919 года.
В феврале-марте 1919 года Северо-Западный район был переформирован в 4-й Донской корпус (6-я, 7-я Донские пешие дивизии). Гусельщиков был начальником 8-й Донской дивизии в мае-июне 1919 года. В сентябре 1919 года был тяжело ранен в бою под г. Лиски.
Командир 3-го Донского корпуса (с 22.11.1919). В Русской армии — начальник 3-й Донской казачьей дивизии сформированной из остатков 3-го Донского корпуса (с 24.03.1920). Награждён орденом Св. Николая Чудотворца
За исключительную доблесть, проявленную лично в управлении частями дивизии в беспрерывных боях в Северной Таврии в 1920 году, начиная с 14 июня у сел. Черниговки, когда частями дивизии был отбит первый удар вновь прибывшей конницы Жлобы и нанесены были ей жестокие потери, задержавшие на целую неделю дальнейшее наступление Жлобы на Мелитополь, чем было выиграно время для сосредоточения всей нашей армии и нанесения Жлобе полного поражения 20 июня.

В боях 25—30 августа, несмотря на огромное превосходство сил противника и чрезвычайно большой участок обороны от Ногайска до Орехова, короткими ночными ударами у дер. Скелевата, хут. Очеретоватый, Сладкая Балка и кол. Гейдельберг сосредотачивая для этого все свои силы, последовательно уничтожил бригады 40-й и 42-й пех. дивизий, 1-й отдельной Сибирской бригады красных, чем не только удержал за нами Мелитопольское направление, но и в значительной мере способствовал уничтожению всех частей 13-й армии красных у гор. Александровска и овладению, в дальнейшем, нами и гор. Александровском.
После эвакуации из Крыма в 1920 году остался во главе дивизии, с которой переехал в Югославию. Начальник 2-й Донской дивизии с 12 декабря 1920 года. Командир Гундоровского полка в Турции и Болгарии в период с декабря 1920 по июнь 1928.
С 1928 года находился в эмиграции во Франции, жил в городе Виши, где и скончался 21 февраля 1936 года. Похоронен на русском участке городского кладбища.

## Награды
- Орден Святого Станислава 3-й ст. (ВП 13.07.1908)
- Орден Святой Анны 3-й ст. (ВП 10.05.1912)
- Орден Святой Анны 4-й ст. с надписью «За храбрость» (ВП 30.01.1915)
- Орден Святого Владимира 4-й ст. с мечами и бантом (ВП 9.06.1915)
- Орден Святой Анны 2-й ст. с мечами (ВП 27.07.1915)
- Орден Святого Станислава 2-й ст. с мечами (ВП 6.10.1916)
- мечи и бант к ордену Св. Анны 3-й ст. (ПАФ 14.02.1917)
- Орден Святителя Николая Чудотворца (Приказ Главнокомандующего № 93, 14 марта 1921)

## Память
- В октябре 2013 года в городе Донецке был открыт памятник Гусельщикову.[2]